# Società Anonima Navigazione Aerea
S.A.N.A.-Società Anonima di Navigazione Aerea fu fondata a Genova il 19 gennaio 1925 per iniziativa di vari enti tra cui Piaggio & C.S.A., CMASA, e COMIT-Banca Commerciale Italiana. Gli stabilimenti Piaggio di Finale Ligure e di Pontedera, e quelli CMASA di Marina di Pisa producevano già, su licenza, gli idrovolanti Dornier "Wal". Rinaldo Piaggio, proprietario dell'omonima azienda e anche vice presidente di CMASA, fu nominato presidente della società.

### Storia (1925-1934)
I negoziati con il governo di Roma per il rilascio della concessione di trasporto passeggeri (la cosiddetta Rotta 3) si protrassero per oltre un anno, periodo in cui furono effettuati vari voli di prova. L'obiettivo fu raggiunto quando l'azienda firmò,nell'aprile1925, un contratto per la concessione di due servizi aerei: Genova - Barcellona (Spagna) e Genova - Brindisi. 
Il debutto dei collegamenti avvenne il 7 aprile 1926 sulla direttrice Genova-Ostia (per Roma)-Napoli-Palermo con i robusti Dornier "Wal". Gli ottimi risultati iniziali spinsero SANA all'apertura di altre relazioni: il 1° novembre 1929 Ostia (per Roma)-Siracusa-Malta-Tripoli, poco dopo la Genova-Marsiglia-Barcellona, l' 11 aprile 1929 Ostia (per Roma)-Napoli-Corfu-Atene-Rodi-Tobruk-Alessandria d'Egitto (fu interrotta l'anno segurnte) e il 19 dicembre 1929 Palermo-Tunisi. 

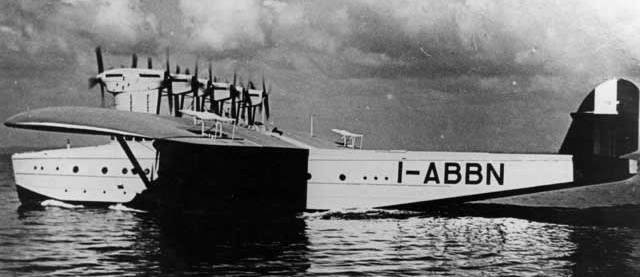
Idrovolante Dornier Do X "Alessandro Guidoni".

Per quanto riguardava il materiale volante erano entrati in servizio i più potenti Dornier "Super Wal" e la società aveva esaminato la possibilità di adottare anche il gigantesco Dornier X. 
All'inizio degli anni '30 iniziò la fase di concentrazione delle compagnie aeree italiane ed anche SANA fu inclusa questo processo, fortemente voluto dal governo di Roma. Il 1° agosto 1934 fu assorbita dalla statale Società Aerea Mediterranea, che, nel 1931, aveva già acquisito la Transadriatica. La riorganizzazione già in atto in SAM sfociò, il 28 agosto, nell'adozione del nome Ala Littoria.

## Flotta
- 18 Dornier "Wal" (costruiti su licenza da CMASA e Piaggio)
- 6 Dornier "Super Wal" (costruiti su licenza)
- 2 Dornier Do X ordinati e mai consegnati